# Mázi (ort)
Mázi (Mazi) är en ort i Grekland.   Den ligger i prefekturen Nomós Ioannínon och regionen Epirus, i den nordvästra delen av landet, 300 km nordväst om huvudstaden Aten. Mázi ligger 397 meter över havet och antalet invånare är 187.
Terrängen runt Mázi är kuperad åt nordväst, men åt sydost är den bergig. Runt Mázi är det mycket glesbefolkat, med 2 invånare per kvadratkilometer. Närmaste större samhälle är Kónitsa, 7,6 km öster om Mázi. Trakten runt Mázi består till största delen av jordbruksmark.